# 그라냐노
그라냐노(이탈리아어: Gragnano)는 이탈리아 캄파니아주 나폴리현에 위치한 코무네다. 나폴리로부터 남동쪽 30km 거리에 있다. 건조 파스타면으로 유명하다.

## 파스타
"그라냐노의 주요 길거리는 파스타 제조자들이 파스타 면을 건조시키기 위해 세탁물 같이 막대기에 걸어놓을 때 바다 공기와 산바람이 섞여 도시를 취하게 만든다." 이 문구는 포브스의 라이프 부문에 쓰여진걸 번역한 문구다.많은 히터들이 파스타 면을 이틀 동안 저온에 건조시키기 위해 쓰이고 청동 모양같이 생겨서 거친 느낌을 주는 이 파스타면은 견과향이 나며 꼭꼭 씹어야 한다.